# Lijst van personen overleden in juni 2013
Dit is een lijst van bekende personen die overleden zijn in juni 2013.

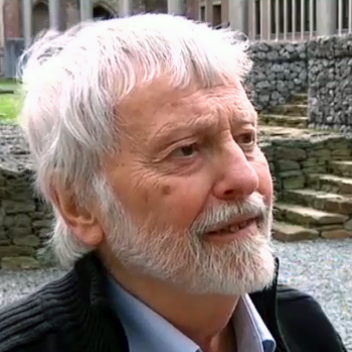
Miel Cools
1 juni

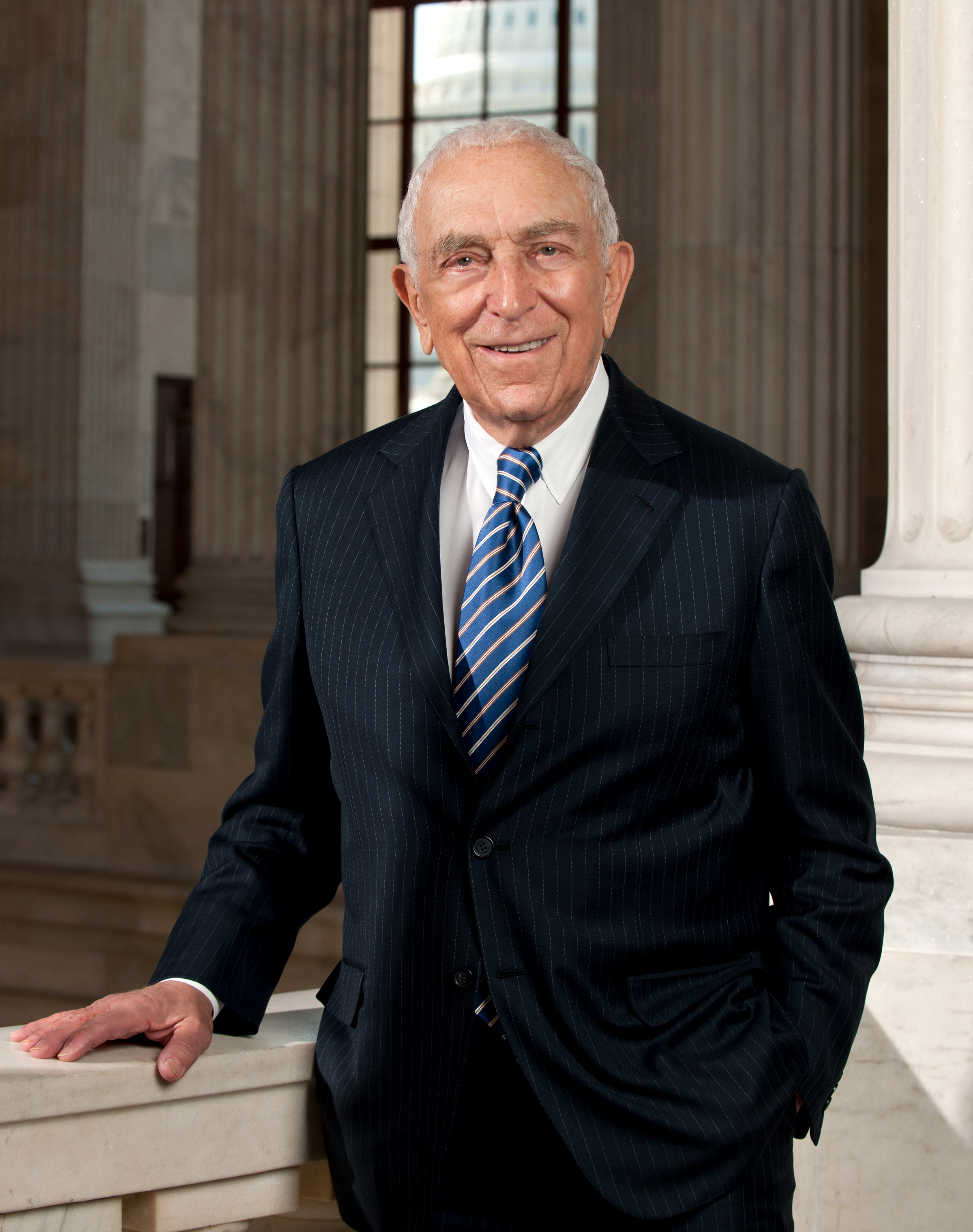
Frank Lautenberg
3 juni

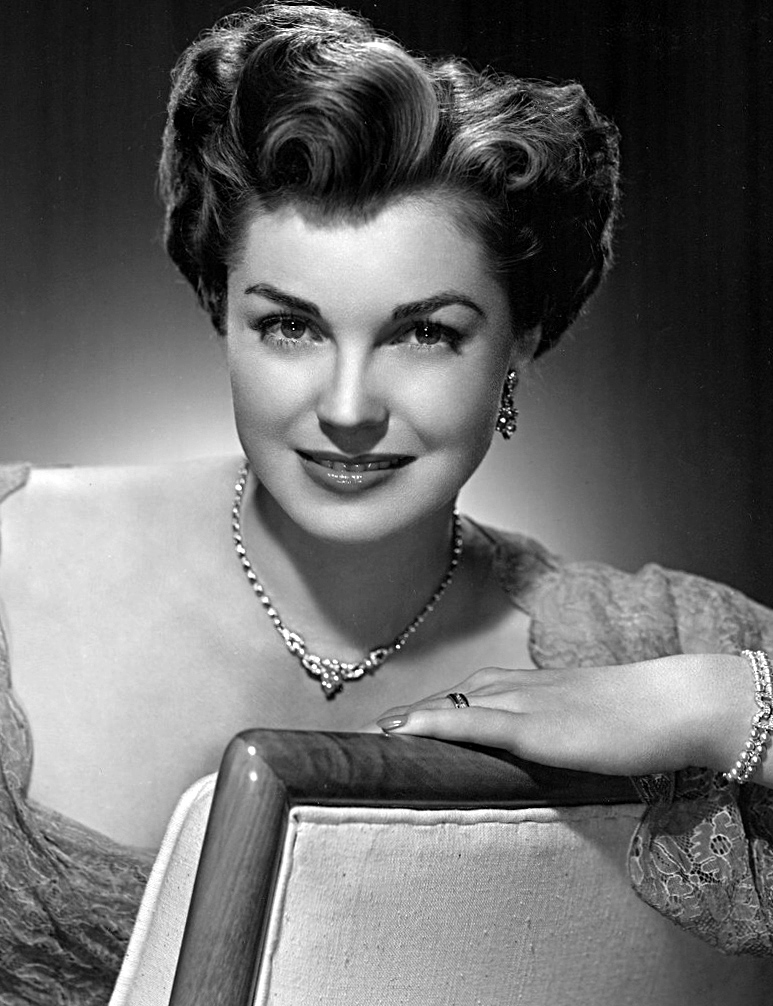
Esther Williams
6 juni

Pierre Mauroy
7 juni

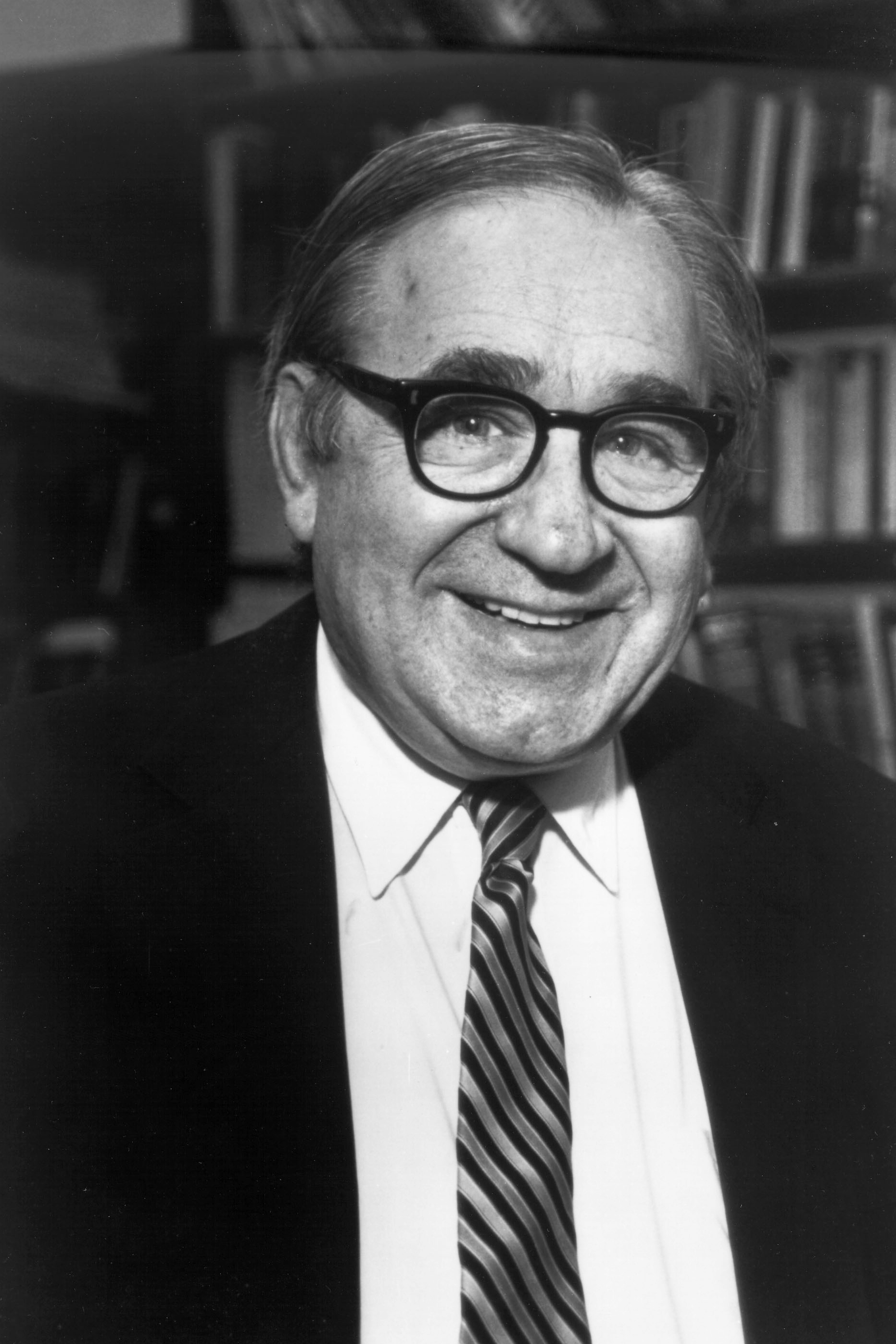
Robert Fogel
11 juni

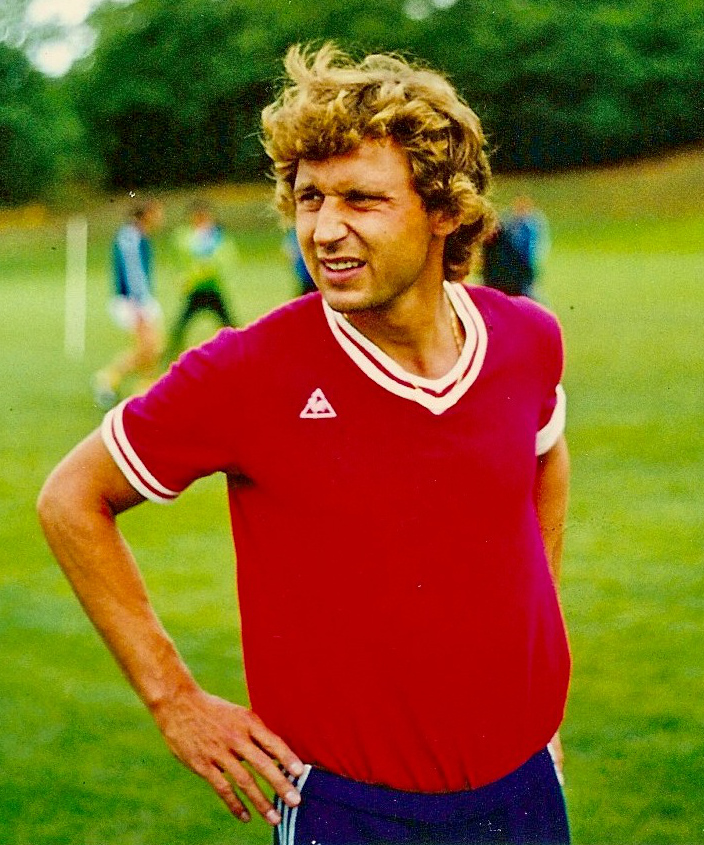
Heinz Flohe
15 juni

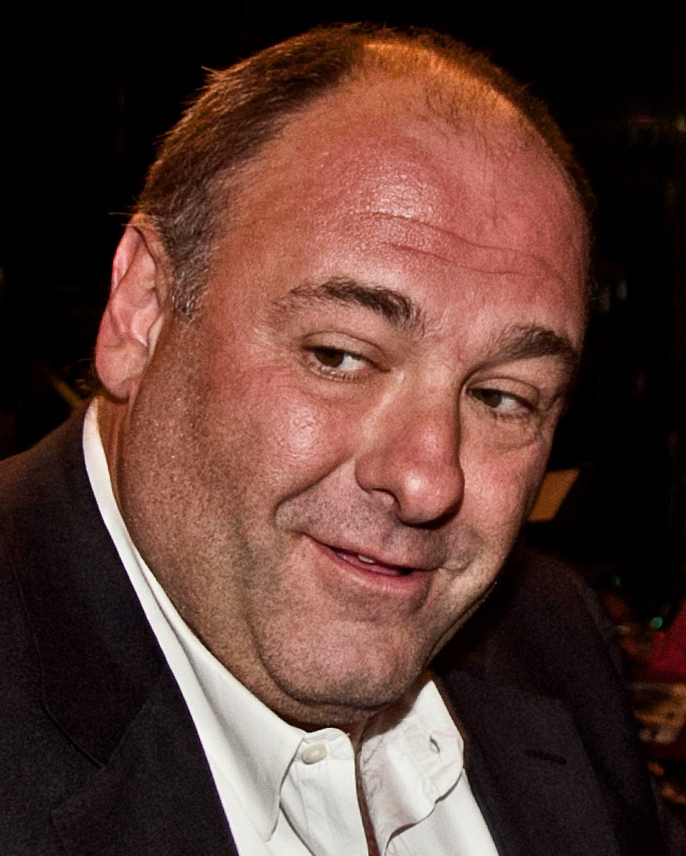
James Gandolfini
19 juni

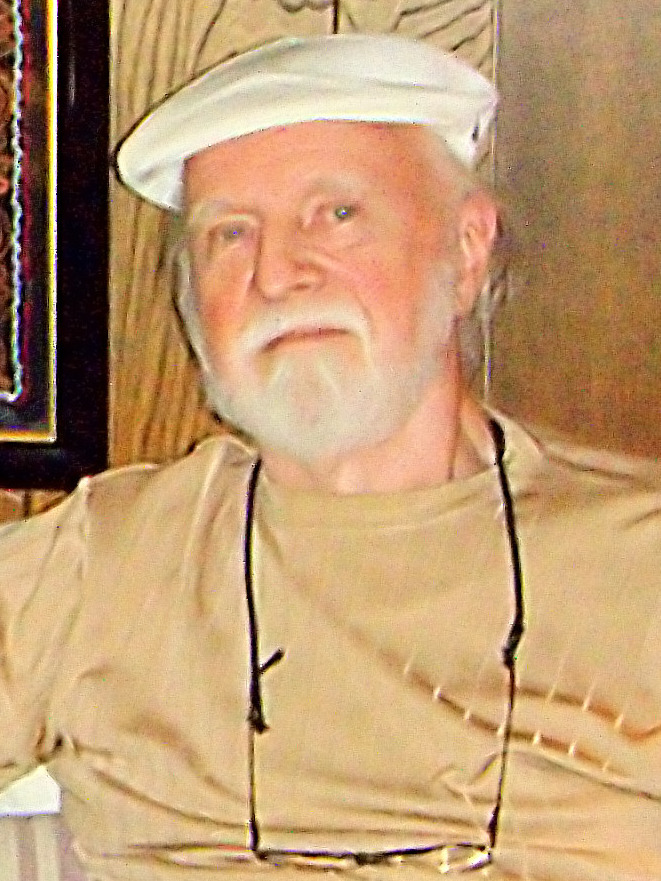
Richard Matheson
23 juni

| 1 | 2 | 3 | 4 | 5 | 6 | 7 | 8 | 9 | 10 | 11 | 12 | 13 | 14 | 15 | 16 | 17 | 18 | 19 | 20 | 21 | 22 | 23 | 24 | 25 | 26 | 27 | 28 | 29 | 30 |
| - | - | - | - | - | - | - | - | - | -- | -- | -- | -- | -- | -- | -- | -- | -- | -- | -- | -- | -- | -- | -- | -- | -- | -- | -- | -- | -- |

### 1 juni
- Miel Cools (78), Belgisch zanger, gitarist en kleinkunstenaar[1]
- Norbert De Meerschman (89), Belgisch politicus[2]
- Marc van Uchelen (42), Nederlands acteur, regisseur en filmproducent[3]

### 3 juni
- Jiah Khan (25), Brits-Indiaas actrice[4]
- Frank Lautenberg (89), Amerikaans politicus[5]

### 4 juni
- Ben Tucker (82), Amerikaans jazzbassist[6]

### 5 juni
- Stanisław Nagy (91), Pools kardinaal[7]

### 6 juni
- Jerome Karle (94), Amerikaans fysisch scheikundige[8]
- Dim Kesber (83), Nederlands jazzmusicus[9]
- Tom Sharpe (85), Brits schrijver[10]
- Maxine Stuart (94), Amerikaans actrice[11]
- Esther Williams (91), Amerikaans zwemster en actrice[12]
- Bert Wilson (73), Amerikaans jazzmuzikant en -componist[13]

### 7 juni
- Pierre Mauroy (84), Frans politicus[14]
- Richard Ramirez (53), Amerikaans seriemoordenaar[15]

### 8 juni
- Doeke Bekius (90), Nederlands burgemeester[16]
- Willi Sitte (92), Duits kunstschilder[17]

### 9 juni
- Iain Banks (59), Brits schrijver[18]
- Bruno Bartoletti (86), Italiaans dirigent[19]
- Peter Koene (65), Nederlands folkmuzikant[20]

### 10 juni
- Saskia Holleman (68), Nederlands model, musicalster en advocaat[21]
- Petrus Kastenman (88), Zweeds ruiter[22]

### 11 juni
- Robert Fogel (86), Amerikaans economisch historicus[23]

### 12 juni
- Hugo Gutierrez (86), Filipijns rechter[24]
- Jiroemon Kimura (116), Japans oudste mens ter wereld[25]
- Jason Leffler (37), Amerikaans autocoureur[26]

### 13 juni
- Sam Most (82), Amerikaans fluitist, tenorsaxofonist en klarinettist[27]

### 15 juni
- Heinz Flohe (65), Duits voetballer[28]
- José Froilán González (90), Argentijns autocoureur[29]
- Jelena Ivasjtsjenko (28), Russisch judoka[30]
- Kenneth Wilson (77), Amerikaans natuurkundige[31]

### 16 juni
- Hans Hass (94), Oostenrijks duiker en bioloog[32]
- Josip Kuže (61), Kroatisch voetballer en voetbalcoach[33]
- Peter Millar (62), Schots voetballer[34]
- Leo Ploeger (83), Nederlands bestuurder[35]
- Ottmar Walter (89), Duits voetballer[28]

### 17 juni
- Werner Lang (91), Duits automobiel-ingenieur[36]

### 18 juni
- Ramón Sáez (73), Spaans wielrenner[37]

### 19 juni
- James Gandolfini (51), Amerikaans acteur[38]
- Gyula Horn (80), Hongaars politicus[39]
- Miguel Morayta (105), Spaans-Mexicaans filmregisseur en scenarioschrijver[40]

### 21 juni
- Bernard Hunt (83), Brits golfer[41]
- Alen Pamić (23), Kroatisch voetballer[42]

### 22 juni
- Allan Simonsen (34), Deens autocoureur[43]

### 23 juni
- Bobby Bland (83), Amerikaans blues- en soulzanger[44]
- Elis Juliana (85), Curaçaos dichter, schrijver, kunstenaar en onderzoeker[45]
- Richard Matheson (87), Amerikaans schrijver[46]
- Sienie Strikwerda (91), Nederlands vredesactiviste[47]
- Meamea Thomas (25), Kiribatisch gewichtheffer[48]

### 24 juni
- Mick Aston (56), Brits archeoloog[49]
- Emilio Colombo (93), Italiaans diplomaat en politicus[50]
- Joannes Gijsen (80), Nederlands bisschop[51]
- Puff Johnson (40), Amerikaans zangeres[52]

### 25 juni
- Julien Van Laethem (90), Belgisch politicus[53]

### 26 juni
- Hervé Boussard (47), Frans wielrenner en wielertrainer[54]
- Marc Rich (78), Amerikaans zakenman[55]

### 27 juni
- Stefano Borgonovo (49), Italiaans voetballer[56]
- John Doms (88), Belgisch atleet[57]

### 28 juni
- Alain Mimoun (92), Frans atleet[58]
- Jacques Planchard (84), Belgisch politicus[59]
- Silvi Vrait (62), Ests pop- en jazzzangeres[60]

### 29 juni
- Jim Kelly (67), Amerikaans atleet, acteur en vechtkunstenaar[61]

1900 ·
1901 ·
1902 ·
1903 ·
1904 ·
1905 ·
1906 ·
1907 ·
1908 ·
1909 ·
1910 ·
1911 ·
1912 ·
1913 ·
1914 ·
1915 ·
1916 ·
1917 ·
1918 ·
1919 ·
1920 ·
1921 ·
1922 ·
1923 ·
1924 ·
1925 ·
1926 ·
1927 ·
1928 ·
1929 ·
1930 ·
1931 ·
1932 ·
1933 ·
1934 ·
1935 ·
1936 ·
1937 ·
1938 ·
1939 ·
1940 ·
1941 ·
1942 ·
1943 ·
1944 ·
1945 ·
1946 ·
1947 ·
1948 ·
1949 ·
1950 ·
1951 ·
1952 ·
1953 ·
1954 ·
1955 ·
1956 ·
1957 ·
1958 ·
1959 ·
1960 ·
1961 ·
1962 ·
1963 ·
1964 ·
1965 ·
1966 ·
1967 ·
1968 ·
1969 ·
1970 ·
1971 ·
1972 ·
1973 ·
1974 ·
1975 ·
1976 ·
1977 ·
1978 ·
1979 ·
1980 ·
1981 ·
1982 ·
1983 ·
1984 ·
1985 ·
1986 ·
1987 ·
1988 ·
1989 ·
1990 ·
1991 ·
1992 ·
1993 ·
1994 ·
1995 ·
1996 ·
1997 ·
1998 ·
1999 ·
2000 ·
2001 ·
2002 ·
2003 ·
2004 ·
2005 ·
2006 ·
2007 ·
2008 ·
2009 ·
2010 ·
2011 ·
2012 ·
2013 ·
2014 ·
2015 ·
2016 ·
2017 ·
2018 ·
2019 ·
2020 ·
2021 ·
2022 ·
2023 ·
2024 ·
2025